# جاي وليامز
جاي وليامز (بالإنجليزية: Jay Williams)‏ (و. 1914 – 1978 م) هو روائي، وكاتب خيال علمي، من الولايات المتحدة الأمريكية، ولد في بوفالو، نيويورك، توفي عن عمر يناهز 64 عاماً.

## جوائز
حصل على جوائز منها:
- زمالة غوغنهايم
- وسام القلب الأرجواني.